# Уинклер, Питер Манн
Питер Манн Уинклер — американский математик, популяризатор науки.
Его работы относятся в основном к дискретной математике, теории алгоритмов и теории вероятностей.
Имеет патенты на изобретения в широком спектре направлений, от криптографии до навигации.
Он также известен разработкой допустимой системы торговли в бридже, которая потом была запрещена во многих клубах.

## Карьера
Учился в Гарвардском университете. В 1975 году защитил докторскую диссертацию в Йельском университете.
Работал в Стэнфорде, Эмори, Лабораториях Белла.
В настоящее время он работает в Дартмутском колледже.

## Популяризация науки
Опубликовал три книги по математическим головоломкам:
- Mathematical Puzzles: A connoisseur’s collection (A K Peters, 2004, ISBN 978-1-56881-201-4)
  - Немецкий перевод: Mathematische Rätsel für Liebhaber (Spektrum Akademischer Verlag, 2008, ISBN 978-3827420343)
  - Русский перевод: Уинклер П. Математические головоломки. Коллекция гурмана / Пер. с англ. М. Б. Преловской, под редакцией К. А. Кнопа, А. М. Петрунина и  А. В. Устинова. — МЦНМО, 2024. — 176 с. — ISBN 978-5-4439-1819-8.
- Mathematical Mind-Benders (A K Peters, 2007, ISBN 978-1-56881-336-3)
  - Немецкий перевод: Mehr mathematische Rätsel für Liebhaber (Spektrum Akademischer Verlag, 2011, ISBN 978-3827423504)
- Mathematical Puzzles (A K Peters/CRC Press, 2020, ISBN 978-0367206925)

Одну книжку по математическим аспектам бриджа:
- Bridge at the Enigma Club (Master Point Press, 2010, ISBN 978-1-897106-59-4)

## Признание
В 2011 году, Уинклер (совместно с Ю. Пересом, М. Миккелем и У. Цвиком) получил премию Давида Роббинса за следующие две стати.
- Overhang, American Mathematical Monthly, vol. 116, January 2009.
- Maximum Overhang, American Mathematical Monthly, vol. 116, December 2009.